# Klášterecká Jeseň
Klášterecká Jeseň (německy Gesseln) je malá vesnice, část města Klášterec nad Ohří v okrese Chomutov. Nachází se asi tři kilometry západně od Klášterce nad Ohří. Klášterecká Jeseň leží v katastrálním území Klášterecká Jeseň o rozloze 2,06 km² a Kunov o rozloze 4,34 km².

## Název
Název vesnice je odvozen z výrazů jasan nebo jesení (jasanový porost). V historických pramenech se jméno vyskytuje ve tvarech: in villa Gyesseny (1381), puol Gyessen (1431), Geseň (1481), Gesen (1545), geslen (1542), geslon (1543), Geßeln (1787), Geszlern (1846) nebo Jeseň a Gesseln (1854).

## Historie

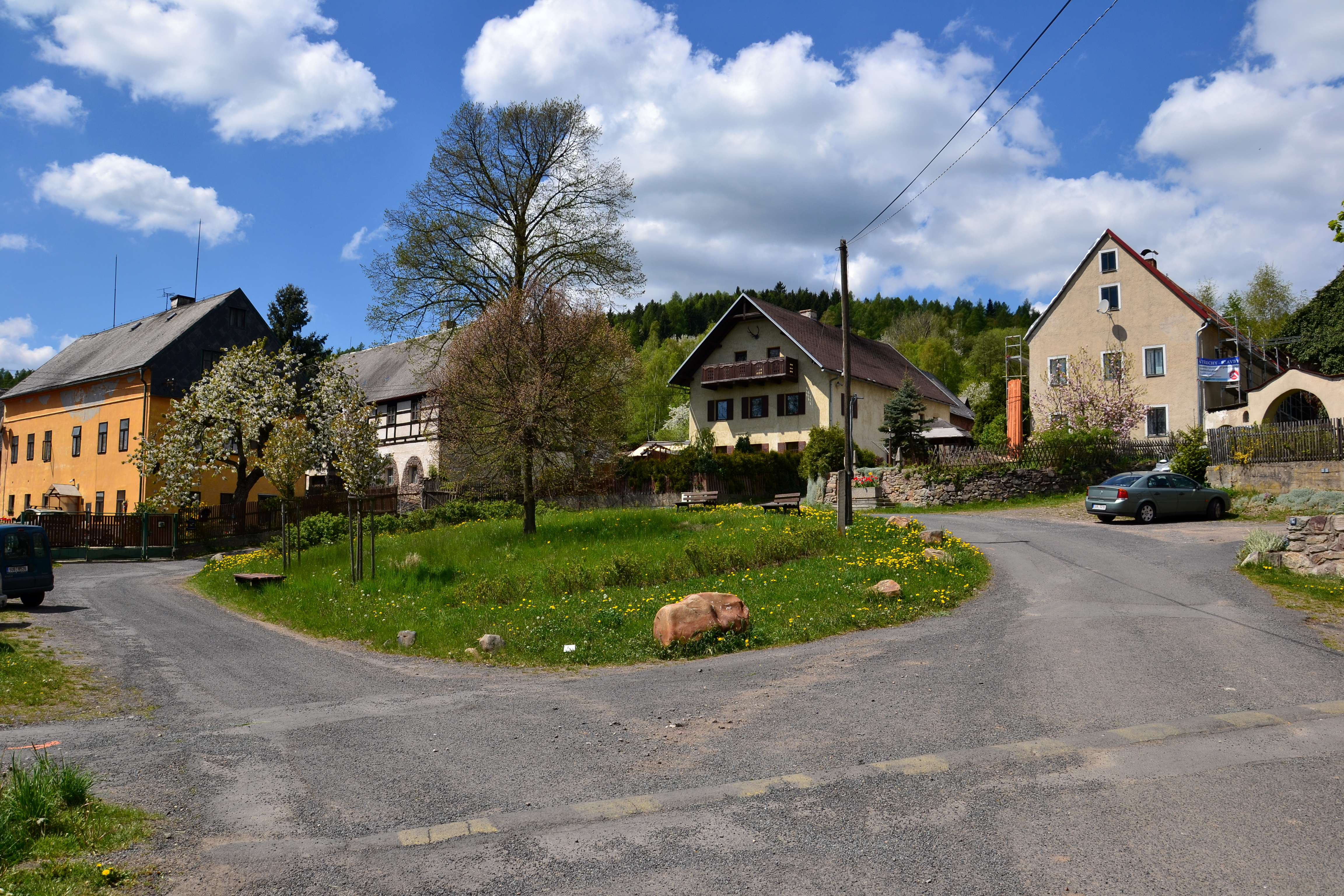
Náves

První písemná zmínka o vsi pochází z roku 1381. Vesnice patřila k perštejnskému panství, které si roku 1431 rozdělili bratři Aleš a Vilém ze Šumburka. Jeseň tehdy připadla Vilémovi a stala se součástí panství nově založeného hradu Šumburk. Spolu s ním ji v roce 1449 koupil Vilém z Ilburka, ale už o čtyři roky později ji musel postoupit svým věřitelům, kterými byli bratři Kafunk a Pfluk z Fictumu. Ve druhé polovině šestnáctého století vesnice patřila Margaretě Hoferové, která ji v roce 1592 prodala Kryštovi z Fictumu, jemuž patřilo klášterecké panství.
Na počátku sedmnáctého století Jeseň dodala dvanáct kmenů určených na výstavbu nové klášterecké školy a v roce 1636 platila klášterecké farnosti desátek ve výši 24 krejcarů. Podle berní ruly z roku 1654 ve vesnici žil jeden sedlák, který obhospodařoval deset strychů půdy, osm chalupníků s celkem 52 strychy a čtyři lidé bez pozemků. Dohromady chovali 21 krav, 25 jalovic, jednu ovci a dvanáct koz. Kromě chovu dobytka se lidé živili pěstováním žita, výrobou příze, povoznictvím u železných hutí a jeden člověk pracoval jako krejčí.
Mezi vesnicí a Perštejnem byl od konce osmnáctého století železnorudný důl Vojtěch, ve kterém se těžila nekvalitní ruda, a proto byl jeho provoz opakovaně obnovován a znovu ukončován.
I když se vesnice rozrostla a po polovině devatenáctého století v ní žilo přes 200 lidí, neměla vlastní školu a děti musely chodit do školy ve Vysokém. Jako významný zdroj obživy stále přetrvával chov dobytka.

## Obyvatelstvo
Při sčítání lidu v roce 1921 zde žilo 243 obyvatel (z toho 123 mužů) německé národnosti a římskokatolického vyznání. Podle sčítání lidu z roku 1930 měla vesnice 263 obyvatel německé národnosti, kteří se s výjimkou jednoho člověka bez vyznání hlásili k římskokatolické církvi.
|           | 1869 | 1880 | 1890 | 1900 | 1910 | 1921 | 1930 | 1950 | 1961 | 1970 | 1980 | 1991 | 2001 | 2011 | 2021 |
| --------- | ---- | ---- | ---- | ---- | ---- | ---- | ---- | ---- | ---- | ---- | ---- | ---- | ---- | ---- | ---- |
| Obyvatelé | 206  | 216  | 222  | 241  | 253  | 243  | 263  | 86   | 144  | 147  | 100  | 58   | 73   | 76   | 89   |
| Domy      | 33   | 37   | 38   | 39   | 43   | 43   | 50   | 52   | 35   | 33   | 25   | 34   | 33   | 37   | 40   |

## Obecní správa
Po zrušení poddanství se Klášterecká Jeseň roku 1850 stala samostatnou obcí. V roce 1869 byla uváděna jako osada Klášterce nad Ohří a poté znovu jako obec v okrese Kadaň. Od roku 1949 k ní jako osada patřilo Kamenné, od 1. ledna 1953 také Kunov (příslušnost Kunova se uvádí také už roku 1950) a s ním i Vysoké. Se všemi osadami se Klášterecká Jeseň stala 1. ledna 1963 (uvádí se též rok 1961) částí obce Klášterec nad Ohří.

## Pamětihodnosti
- Kříž na návsi z roku 1872

## Spolky
Dne 11. dubna 2017 byl založen spolek Svobodná Jeseň. Jeho členové se věnují zachování tradic a vytváření nových, pracují s dětmi a podílejí se na organizování kulturního života ve vsi.